# Artamus monachus
Artamus monachus е вид птица от семейство Artamidae.

## Разпространение
Видът е разпространен в Индонезия.